# Big Sur (roman)
Big Sur er en roman af den amerikanske forfatter Jack Kerouac fra 1962.
Det er historien om en forfatter, der låner en vens hytte et stykke tid, mens han kæmper med at komme sig over, hvad der måske er et nervøst sammenbrud eller alkoholisme eller begge dele. En tid lever han et lykkeligt, meditativt liv fyldt med de enkle glæder, indtil hans længsel og behov for selskab driver ham tilbage til storbyen. Det er en yderst dyster bog, der på en meget direkte og eksplicit måde handler om delirium tremens.